# Therlinya wiangaree
Therlinya wiangaree là một loài nhện trong họ Stiphidiidae.
Loài này thuộc chi Therlinya. Therlinya wiangaree được M.R. Gray & H. M. Smith miêu tả năm 2002.